# Parque nacional Garganta Hoyo del Infierno
Garganta Hoyo del Infierno es un parque nacional en Queensland (Australia), ubicado a 912 km al oeste de Brisbane.

## Datos
- Área: 127,00 km²
- Coordenadas: 25°32′15″S 144°09′17″E / -25.53750, 144.15472
- Fecha de Creación: 1992
- Administración: Servicio para la Vida Salvaje de Queensland
- Categoría IUCN: II

Véase también:
- Zonas protegidas de Queensland

- Datos: Q1602599